# 이스마엘 벤나세르
이스마엘 벤나세르(아랍어: إسماعيل بن ناصر, 프랑스어: Ismaël Bennacer, 1997년 12월 1일~)는 프랑스에서 태어난 알제리의 축구 선수로, 현재 프랑스 리그 1의 마르세유에서 미드필더로 뛰고 있다. 프랑스에서 태어났지만 성인 축구 국가대표팀은 알제리 축구 국가대표팀을 선택했다.

## 클럽 경력

### AC 밀란

#### 22-23 시즌
2023년 5월 16일, AC 밀란은 벤나세르가 16일 아침 리옹에서 오른쪽 무릎 관절 수술을 받았으며 벤나세르의 관절 연골 수술이 성공적으로 끝났지만 부상 회복을 마치고 그라운드에 돌아오기까지 최소 6개월이 걸릴 것이라 발표했다.

## 수상

### 클럽
엠폴리 FC
- 세리에 B : 우승 (2017-18)

 AC 밀란
- 세리에 A : 준우승 (2020-21)
- 코파 이탈리아 : 4강 (2019-20)

### 국가대표팀
알제리
- 아프리카 네이션스컵 : 우승 (2019)

### 개인
- 아프리카 네이션스컵 최우수선수상 : 2019
- 아프리카 네이션스컵 최우수 신인상 : 2019
- 아프리카 네이션스컵 드림팀 : 2019